# Jean X Kamateros
Jean X Kamateros (en grec : Ἰωάννης Ι΄ Καματηρός) est patriarche de Constantinople de 1198 à 1206.

## Biographie
C'est un membre de la famille des Kamatéros, qui comprend aussi l'impératrice Euphrosyne Doukaina Kamatera, la femme d'Alexis III Ange. C'est un homme éduqué, très versé dans la littérature classique, la rhétorique et la philosophie. Il occupe plusieurs postes ecclésiastiques, atteignant celui de chartophylax, qu'il détient lors de son arrivée sur le trône patriarcal.
En 1198-1200, il échange plusieurs lettres avec le pape Innocent III à propos de la suprématie papale et la question du filioque. Il conteste notamment la prétention de Rome à la primauté qu'elle fonde sur Saint-Pierre, alors que Jean affirme qu'elle provient du fait que Rome est l'ancienne capitale impériale. Il intervient lors des émeutes de Constantinople contre l'arrestation du banquier Kalomodios et garantit sa libération. Toutefois, lors de la révolte de Jean Comnène le Gros, il se réfugie dans une armoire quand les rebelles prennent le contrôle de la basilique Sainte-Sophie.
Jean reste patriarche après la déposition d'Alexis III en juillet 1203. Selon les sources occidentales, lui et Alexis IV Ange, menacés par la Quatrième croisade, acceptent de reconnaître la suprématie papale. Après la prise de Constantinople lors de la Quatrième Croisade (1204), Jean X fuit d'abord vers Didymotique en Thrace. En 1206, Théodore Ier Lascaris l'invite à Nicée, la capitale du nouvel Empire de Nicée, un État byzantin qui prétend prendre la suite de l'Empire byzantin. Toutefois, Jean refuse, peut-être en raison de son âge avancé, et il meurt en avril ou en mai de la même année.